# Inspección de Trabajo y Seguridad Social
La Inspección de Trabajo y Seguridad Social (ITSS), oficialmente Organismo Estatal Inspección de Trabajo y Seguridad Social, es un servicio público establecido como organismo autónomo del Gobierno de España al que le corresponde ejercer la vigilancia del cumplimiento de las normas del «orden social» y exigir las responsabilidades pertinentes, así como el asesoramiento y, en su caso, conciliación, mediación y arbitraje en dichas materias. La ITSS es, por tanto, la cúspide del Sistema de Inspección de Trabajo y Seguridad Social.
El personal de la Inspección lo conforman funcionarios de carrera de nivel técnico superior y habilitación nacional, pertenecientes al Cuerpo Superior de Inspectores de Trabajo y Seguridad Social y al Cuerpo de Subinspectores Laborales. El personal de la inspección depende siempre de una Administración, pudiendo ser esta la estatal o la autonómica.
La actual directora general de la Inspección es, desde el 9 de enero de 2024, Cristina Fernández González, anterior titular de la Oficina Nacional de Lucha contra el Fraude.

## Normativa de orden social
La legislación relativa a la Inspección de Trabajo y Seguridad Social utiliza el término «orden social», como un campo normativo sobre el cual, el organismo autónomo debe ejercer sus funciones de inspectoras y sancionatorias. Este término engloba las siguientes materias, las cuales son numerus apertus:
- Materias laborales.
- Prevención de riesgos laborales.
- Seguridad social y protección social.
- Colocación, empleo, formación profesional para el empleo y protección por desempleo.
- Economía social.
- Emigración, movimientos migratorios y trabajo de extranjeros.
- Igualdad de trato y oportunidades y no discriminación en el empleo.

## Historia
El siglo XIX es un periodo clave para el ámbito laboral. En España, un factor decisivo fue la aprobación de la libertad de establecimiento de industria y libertad de oficio en 1812. Durante el bienio progresista (1854-1856), comienzan a replicarse en el país los conflictos sociales que ya existían en el ámbito internacional, con manifestaciones como la primera huelga general en 1855. Es entonces cuando se empieza a ver la necesidad de aprobar legislación laboral que regule las relaciones entre patronos y asalariados. La primera ley laboral española es la Ley Benot de 24 de julio de 1873, aprobada durante la Primera República para la protección laboral de la infancia, con el principal objetivo de facilitar su educación.
En 1874 y hasta 1931 se produce la restauración monárquica, aprobándose en este periodo la Constitución de 1876. Durante la vigencia de esta norma se suceden importantes acontecimientos para el mundo laboral, tales como el surgimiento de la UGT en 1888 (sindicato del PSOE, creado en 1879), la CNT en 1910 y, al mismo tiempo, se produce la entrada del primer diputado socialista en las Cortes, y en 1921 el Partido Comunista. Estos elementos se traducen en normativa laboral por parte del Estado, y con ello, se crean comisiones e institutos destinados únicamente a estudiar las condiciones laborales y sus posibles reformas. En el ámbito gubernamental, se fundan la Comisión de Reformas Sociales (1885) y el Instituto de Reformas Sociales (1903), los antecedentes del Ministerio de Trabajo (1920).
Será del Instituto de Reforma Sociales de donde saldrá la idea de crear la Inspección de Trabajo en 1906. Su reglamento, aprobado el 1 de marzo, le encomendaba la vigilancia del cumplimiento de la incipiente legislación social de la época (Ley de Accidentes de Trabajo de 30 de enero de 1900, Ley sobre Trabajo de Mujeres y Menores de 13 de marzo de 1900, Ley de Descanso Dominical de 3 de marzo de 1904,...). Durante sus primeros años continúa su desarrollo y ampliación a pesar de los problemas políticos y la Guerra Civil.
Una importante ampliación de las competencias de la Inspección de Trabajo se produce en el año 1939 con la creación del Cuerpo Nacional de la Inspección de Trabajo y la consecuente integración en el mismo de la Inspección de Seguros Sociales y de la Inspección de Emigración. Nuevas integraciones se producen posteriormente como consecuencia de la Ley Ordenadora de la Inspección de Trabajo de 1962, afectando a la Inspección Técnica de Previsión Social y a los Delegados de Trabajo. En 1984 la Ley de Reforma de la Función Pública conformó de nuevo la Inspección de Trabajo, transformada desde 1981 en Inspección de Trabajo y Seguridad Social, organizando la función inspectora en torno a dos cuerpos, el Superior de Inspectores de Trabajo y Seguridad Social y el de Controladores Laborales, como cuerpo de gestión. En 1985 se transforma en la Dirección General de la Inspección de Trabajo y Seguridad Social.
Finalmente, en el año 1997 y conforme a la nueva organización territorial del Estado surgida de la Constitución de 1978, se configura el Sistema de Inspección de Trabajo y Seguridad Social como un conjunto institucional integrado, cuyas funciones se ejercitan de acuerdo con el ámbito de competencias propio del Estado y de las comunidades autónomas, por lo que se establecen las condiciones de participación de dichas comunidades en el desarrollo del sistema de Inspección de Trabajo y Seguridad Social. Consecuentemente, esta Ley define un sistema institucional de Inspección de Trabajo y Seguridad Social que se asienta conjuntamente en el ámbito del Estado y de las comunidades autónomas, en función de sus respectivas competencias y bajo el principio de colaboración interinstitucional. Asimismo la Ley 42/1997 procede a la creación, como cuerpo de gestión, del Cuerpo de Subinspectores de Empleo y Seguridad Social, en el que se integra el Cuerpo de Controladores Laborales, adecuando y actualizando sus funciones inspectoras de apoyo y colaboración en el seno del sistema de Inspección de Trabajo y Seguridad Social en la que se integran.
En 2010 el Estado traspasó a la Comunidad Autónoma de Cataluña las competencias inspectoras, e hizo lo propio con la Comunidad Autónoma del País Vasco en 2012.
En el año 2015 se produce una importante novedad, y es que se aprueba la Ley 23/2015, de 21 de julio, Ordenadora del Sistema de Inspección de Trabajo y Seguridad Social que prevé la transformación de la Inspección mediante el otorgamiento de personalidad jurídica propia y diferenciada de la del Estado y capacidad de obrar, al configurarla como un organismo autónomo. Sin embargo, esta cláusula no se aplicó inmediatamente, y no fue hasta principios de 2018 que se suprime la Dirección General de la Inspección de Trabajo y Seguridad Social y se crea el actual organismo autónomo.

## Órganos principales
La Inspección de Trabajo dos órganos principales de dirección y gobierno: el Consejo Rector y el director. Además, posee un Consejo General para facilitar la participación institucional en el organismo de las Administraciones Públicas y de los interlocutores sociales.

### Consejo Rector
El Consejo Rector es un órgano colegiado formado por representantes de la Administración General del Estado y de las comunidades autónomas. Trabaja en Pleno y en Comisión Permanente y se encarga de aprobar las líneas generales de actuación del organismo así como aprobar las políticas presupuestarias y de personal de la dirección.
Se compone de:
- El ministro de Trabajo, que ejerce la presidencia del Consejo.
- El subsecretario de Trabajo, que ejerce la vicepresidencia.
- El director del Organismo, que asume la secretaría y preside la Comisión Permanente.
- Diecisiete vocales en representación de cada una de las comunidades autónomas, designados por el titular del Ministerio de Trabajo y Economía Social (MITES) a propuesta vinculante de aquellas.
- Dieciséis vocales en representación de la Administración General del Estado, con rango mínimo de Director General, designados por el titular del MITES a propuesta de los siguientes Departamentos:
  - Cinco por el Ministerio de Trabajo y Economía Social (subsecretario incluido).
  - Cuatro por el Ministerio de Inclusión, Seguridad Social y Migraciones.
  - Uno por el Ministerio de Justicia.
  - Uno por el Ministerio de Hacienda.
  - Uno por el Ministerio del Interior.
  - Uno por el Ministerio de Industria, Comercio y Turismo.
  - Uno por el Ministerio de Política Territorial y Función Pública.
  - Uno por el Ministerio de Asuntos Económicos y Transformación Digital.
  - Uno por el Ministerio de Igualdad.

Pueden asistir a las sesiones del Consejo Rector, con voz y sin voto, quienes sean convocados por el mismo para informar sobre asuntos de su competencia o especialidad.

### Director
El titular de la Dirección de la Inspección, con rango de Director General, es nombrado por real decreto, a propuesta del ministro de Trabajo, entre funcionarios de carrera pertenecientes a un Cuerpo incluido en el subgrupo A1. El director es el encargado de representar al organismo, así como asumir su dirección y gobierno. Igualmente, el director tiene la consideración de Autoridad Central de la Inspección de Trabajo y Seguridad Social que, de acuerdo al artículo 4 del Convenio número 81 de la Organización Internacional del Trabajo, es la autoridad encargada de vigilar y controlar la inspección.
En casos de vacante, ausencia o enfermedad, el director del Organismo será sustituido por los Subdirectores Generales de su dependencia, siguiendo el orden establecido en la legislación, salvo que expresamente el director establezca otro orden de sustitución.

#### Junta Consultiva
La Junta Consultiva de la Inspección de Trabajo y Seguridad Social es el órgano de asesoramiento al Director, y está constituida por los Directores Territoriales, el director Especial, y los titulares de los órganos directivos del Organismo y funcionarios del Sistema que en cada caso se convoquen.

### Consejo General
El Consejo General es el órgano de participación institucional para facilitar la participación institucional en el organismo de las Administraciones Públicas y de los interlocutores sociales. El objetivo de este Consejo General es informar a administraciones y organizaciones sociales sobre los acuerdos y propuestas alcanzados en los diferentes órganos de la Inspección, así como formular propuestas y recomendaciones.
Está compuesto por representantes de las administraciones públicas que forman el Consejo Rector (8), por representantes de las organizaciones sindicales más representativas (8) y por representantes de las organizaciones empresariales más representativas (8), en proporción.
La presidencia del Consejo General recae en el director de la Inspección y posee tres vicepresidencias, una para un representante autonómico y una para cada organización social. También cuenta con un secretario designado por el presidente entre los funcionarios del Organismo Estatal, que asistirá a las reuniones con voz pero sin voto. Todos los representantes tienen un mandato de cuatro años.

## Estructura
La Inspección de Trabajo y Seguridad Social posee una estructura central y una estructura territorial.

### Estructura central
La estructura central se compone de todos aquellos órganos con rango de subdirección general que dependen directamente del Director de la Inspección de Trabajo y Seguridad Social, y son:
- La Oficina Nacional de Lucha contra el Fraude. Es el órgano encargado del impulso y coordinación de la aplicación de las medidas de lucha contra el trabajo no declarado, el empleo irregular, el fraude a la Seguridad Social y cuantas otras se determinen, así como de su coordinación e integración con el conjunto de la actuación inspectora.

- La Subdirección General para la Coordinación de la Inspección del Sistema de Relaciones Laborales. Esta subdirección general es el órgano encargado de realizar el análisis de los comportamientos y conductas infractoras así como diseñar las estrategias para prevenirlas; de coordinar a la ITSS con los órganos competentes de las comunidades autónomas, de la AGE y de otros organismos; el diseño de los métodos de trabajo, procedimientos de investigación y comprobación inspectora; y colaborar con la Fundación para la Prevención de Riesgos Laborales, a efectos de lograr un mejor cumplimiento de los fines de la Fundación.
- La Subdirección General de Relaciones Institucionales y Asistencia Técnica. Se encarga de las relaciones institucionales, tanto nacionales como internacionales, de la ITSS así como dar asistencia técnica a los diferentes órganos de ésta, preparar las convocatorias de las pruebas selectivas para el acceso a los Cuerpos del Sistema; realizar labores de auditoría interna También elabora el programa editorial de la Inspección de Trabajo y Seguridad Social.
- La Secretaría General es el órgano encargado de la administración diaria del Organismo Estatal en lo relativo a recursos humanos, medios materiales, presupuesto y su ejecución y la seguridad del organismo.
- La Escuela de la Inspección de Trabajo y Seguridad Social es el órgano especializado del organismo en materia de formación y estudios. Se encarga de preparar y diseñar los cursos, másteres y programas de postgrado de formación del personal de la Inspección y otros empleados públicos con competencias inspectoras.

### Estructura territorial
Tal y como ordena la Ley Ordenadora del Sistema de Inspección de Trabajo y Seguridad Social, el Organismo Estatal está desplegado en todo el territorio nacional, y se estructura en este a través de:
- La Dirección Especial. Es un único organismo con competencia en todo el territorio nacional. Su ámbito de trabajo es el de vigilancia y exigencia del cumplimiento de las normas legales, reglamentarias y del contenido de los acuerdos y convenios colectivos en todo lo relativo a relaciones laborales, prevención de riesgos laborales, Seguridad Social, empleo, migraciones, y cooperativas y otras fórmulas de economía social.
- Las Direcciones Territoriales. Son 17, una por cada Comunidad Autónoma. Las Direcciones Territoriales del Organismo desarrollan las actuaciones inspectoras de su competencia y dirigen y coordinan la actuación de las Inspecciones Provinciales, dentro del territorio de cada comunidad autónoma. En las comunidades autónomas uniprovinciales, el dispositivo inspector y sus servicios administrativos son comunes y con estructura única para la Dirección Territorial y la Inspección Provincial.
- Las Inspecciones Provinciales. Son 52, una por cada provincia y en las ciudades autónomas de Ceuta y Melilla.